# Phyllodactylus galapagensis
Phyllodactylus galapagensis este o specie de șopârle din genul Phyllodactylus, familia Gekkonidae, descrisă de Peters 1870.

## Subspecii
Această specie cuprinde următoarele subspecii:
- P. g. daphnensis
- P. g. maresi
- P. g. olschkii
- P. g. galapagensis